# داني أمارال
داني أمارال هو لاعب كرة قدم ومدرب كرة قدم كندي، ولد في 4 يناير 1973 في كندا. لعب مع ريال خاين وموريرينسي.